# Banu Dhakwan
Els Banu Dhakwan foren una família de notables de Qúrtuba. Els membres de la nissaga més destacats foren:
- Abd-Al·lah ibn Hàrthama ibn Dhakwan ibn Abd-Al·lah ibn Abdús ibn Dhakwan al-Umawí, sàhib ar-radd (981).
- Abu-l-Abbàs Àhmad ibn Abd-Al·lah ibn Dhakwan, gran cadi de Còrdova (1001-1010, amb una breu interrupció del 1004 al 1005). Va donar cobertura a la successió de Sanxuelo i després a la proclamació de Muhàmmad II al-Mahdí, el 1009. Va morir el 1022.
- Abu-Hàtim Muhàmmad ibn Abd-Al·lah ibn Dhakwan, cadi de Còrdova, mort el 1023.
- Abu-Bakr Muhàmmad ibn Àhmad ibn Dhakwan, wazir de Yahya I ibn Alí, cadi de Còrdova el 1039, mort el 1043.